# ТЕС Убунго (Sonagas)
ТЕС Убунго (Sonagas) — теплова електростанція в Танзанії, розташована на західній околиці столиці країни Дар-ес-Саламу.
В 1994 році на площадці станції ввели в експлуатацію дві встановлені на роботу у відкритому циклі газові турбіни компанії  ABB типу GT10B потужністю по 21 МВт. За рік їх доповнили ще двома більш потужними турбінами виробництва General Electric типу LM6000 з потужністю по 40 МВт.
На початку 2000-х років на тлі напруженої ситуації з енергопостачанням, викликаної зокрема зниження виробітки гідроелектростанцій через цілий ряд маловодних років, почали розширення станції з одночасним переведенням її з нафтопродуктів на природний газ власного видобутку, котрий мав постачатись з родовища Сонго-Сонго через трубопровід Сонго-Сонго — Дар-ес-Салам. За цей проект взялась компанія Sonagas, основним учасником якої в підсумка стала британська CDC Group (придбала акції у американської корпорації AES, котра в свою чергу раніше викупила їх у канадських PanAfrican Energy та TransCanada Pipelines International). Крім того, свою частку у Songas мають місцеві Tanzania Electric Supply Company (Tanesco), Tanzania Development Finance Company Ltd (TDFL) та Tanzania Petroleum Development Corporation (TPDC). В результаті газопровід почав роботу в 2003-му, а в 2005—2006 роках ТЕС доповнили ще двома турбінами General Electric того ж типу та потужності.
Можливо відзначити, що біч-о-біч зі станцією працює ТЕС Убунго, споруджена починаючи з кінця 2000-х одним зі згаданих вище акціонерів Sonagas — компанією Tanesco.